# 云南鹿藿
云南鹿藿（学名：Rhynchosia yunnanensis）为豆科鹿霍属下的一个种。种加词 yunnanensis 意为“云南的”。